# Ruddy Walem
 (novembre 2010).
Si vous disposez d'ouvrages ou d'articles de référence ou si vous connaissez des sites web de qualité traitant du thème abordé ici, merci de compléter l'article en donnant les références utiles à sa vérifiabilité et en les liant à la section « Notes et références ».
Walem Ruddy est un champion d’athlétisme, coureur international et militaire belge, né le 30 juin 1967 à Écaussinnes et originaire de Maurage dans l’entité de La Louvière.

## Biographie
Ruddy Walem commence l’athlétisme en 1976 en gagnant le cross du château d’Havré, alors il n’a que 9 ans.Il est le cousin du footballeur Johan Walem.
Au plus fort de sa carrière, le ministère de la Défense lui propose de devenir athlète de l’État ; il devient militaire en 1987, poste qu’il occupe encore en 2010. Ruddy Walem a été consultant permanent sur AB3 de 2001 à 2007 et consultant évènement à plusieurs reprises sur la RTBF.
Il arrête sa carrière en gagnant les 20 km de Paris en V1 en 2006[réf. nécessaire].
Il est marié et père de deux enfants.
Au niveau sportif, il est régulièrement appelé à des missions de consultance ou de conseiller (opérations « Vise ta forme » à Nivelles) dans le milieu sportif et est aussi entraineur des équipes militaires d'athlétisme belge, française et luxembourgeoise au sein de l’état-major des forces de l’OTAN.

## Records personnels sur piste
- 1 500 m - 3 min 41 s 23
- 3 000 m - 7 min 49 s 64
- 5 000 m - 13 min 27 s 47 à Lille en 1995
- 10 000 m - 28 min 36 s 69 à Sint Niklaas en 1996

## Carrière
- 1986 – Champion de Belgique en cross (il fait 2e en 1990-1991-1992-1994-1997 et 2001.)
- 1990 – 3e à la Cross cup européenne
- 1993 et 1995 – Champion de Belgique sur 5 000 m
- 1995 – Leader du challenge mondial de cross (après Séville)
- 1995 – Demi-finaliste au championnat du monde sur 5 000 m piste à Goteborg
- 1996 – Champion de Belgique sur 10 000 m en 28 minutes 36 secondes
- 1996 – Vainqueur de la Coupe d’Europe d’athlétisme sur 5 000 m à Bâle en Suisse
- 3 fois vainqueur de la Cross Cup au classement général : 1989-1990, 1994-1995, 1998-1999 - podium en 1990, 1991, 1992, 1993
- 9 participations aux Championnats du monde de cross-country : Lisbonne en 1985 – Neuchatel en 1986 où il sera 27e – Aix-les-bains en 1990 –où il sera 52e Anvers en 1991 – Boston en 1992 – Amorebieta en 1993 – Budapest en 1994 où il sera 36e Durham en 1995 – Ostende en 2001 où il sera 64e
- 14 participations au Championnat du monde militaire : deux fois à Durahm (Irl), Beyrouth (Liban), deux fois en Floride (États-Unis), Tunis (Tunisie), Alger (Algérie), deux fois à Rome (Italie), Tour (France), Paris (France), La Haye (Hollande), Kajaani (Fin), Faro (Portugal), Abuja (Nigeria)
- Champion du monde militaire (CISM REG 2001), 10 000 m 4e place aux jeux mondiaux militaires et premier blanc à Zagreb en 2000
- 7 fois champion de Belgique militaire (piste et cross) meilleur chrono militaire belge au TMAP 6 min 20 s (record encore valide en 2010)
- 2000 – 1re place au 20 km de Paris (Vet A)
- 2001 – 4e à la Cross cup européenne (Il était monté sur le podium en 1990).
- 2010 - Victoire de l'équipe militaire Belgo-franco-Luxembourgeoise en Athlétisme au Saceur Trophy 2010 (entraineur)

## Honneurs
- Mérite sportif de la ville de La Louvière 1986 et 1989
- Citoyen d’honneur de la ville de Dour
- Mérite sportif de la ville de Mons 1989
- Trophée provincial du mérite sportif 2000 - Prix de la presse
- Président du mérite sportif de la Communauté française
- Capitaine de l’équipe belge de l’Ekiden Marathon à Chiba(Japon)1994
- Capitaine de l’équipe Cabw de l’Ekiden Marathon à Bruxelles et Champion de Belgique 2004
- Ambassadeur officiel de la firme Nike de 1986 à 2004
- Parrain de l’opération « Vise ta forme »
- Lauréat du Grand prix de la ligue belge francophone d’athlétisme